# Melanagromyza shirakii
Melanagromyza shirakii este o specie de muște din genul Melanagromyza, familia Agromyzidae, descrisă de Mitsuhiro Sasakawa în anul 1997. Conform Catalogue of Life specia Melanagromyza shirakii nu are subspecii cunoscute.